# صيانة البرمجيات الحرة

شعار المنظمة

صيانة البرمجيات الحرة هي منظمة غير ربحية تدعم مشاريع البرمجيات الحرة والمفتوحة المصدر مثل محمول لكل طفل. في أبريل من عام 2014 المنظمة ضمت 30 مشروع تحت لوائها. أسست المنظمة عام 2006.